# Tiếng Edo
Tiếng Edo (viết có dấu: Ẹ̀dó), còn được gọi là tiếng Bini (Bénin), là một ngôn ngữ Volta-Niger được nói ở bang Edo, Nigeria. Đây là ngôn ngữ bản địa chính của người Edo và là ngôn ngữ chính của Vương quốc Bénin và nhà nước tiền thân, Igodomigodo.